# Лі Син Чхоль
Лі Син Чхоль (кор. 이 승철; нар. 22 липня 1988, південна провінція Чолла) — південнокорейський борець вільного стилю, срібний та бронзовий призер чемпіонатів Азії, бронзовий призер Азійських ігор, учасник Олімпійських ігор.

## Біографія
У 2003 році став срібним призером чемпіонату Азії серед кадетів. У 2005 на цих же змаганнях у цій же віковій групі здобув бронзову нагороду. Того ж року повторив цей результат на чемпіонаті Азії серед юіорів.
Виступає за борцівський клуб Корейського національного спортивного університету із Сеулу. Працює в компанії Samsung Electronics.

## Спортивні результати на міжнародних змаганнях

### Виступи на Олімпіадах
| Змагання                    | Збірна         | Вагова категорія          | Місце |
| --------------------------- | -------------- | ------------------------- | ----- |
| Літні Олімпійські ігри 2012 | Південна Корея | вільна боротьба, до 60 кг | 18    |

### Виступи на Чемпіонатах світу
| Змагання                        | Збірна         | Вагова категорія          | Місце |
| ------------------------------- | -------------- | ------------------------- | ----- |
| Чемпіонат світу з боротьби 2009 | Південна Корея | вільна боротьба, до 60 кг | 15    |
| Чемпіонат світу з боротьби 2010 | Південна Корея | вільна боротьба, до 60 кг | 8     |
| Чемпіонат світу з боротьби 2011 | Південна Корея | вільна боротьба, до 60 кг | 11    |
| Чемпіонат світу з боротьби 2013 | Південна Корея | вільна боротьба, до 60 кг | 16    |
| Чемпіонат світу з боротьби 2017 | Південна Корея | вільна боротьба, до 65 кг | 22    |
| Чемпіонат світу з боротьби 2018 | Південна Корея | вільна боротьба, до 65 кг | 5     |
| Чемпіонат світу з боротьби 2019 | Південна Корея | вільна боротьба, до 74 кг | 9     |
| Чемпіонат світу з боротьби 2021 | Південна Корея | вільна боротьба, до 70 кг | 25    |
| Чемпіонат світу з боротьби 2023 | Південна Корея | вільна боротьба, до 74 кг | 32    |

### Виступи на Чемпіонатах Азії
| Змагання                       | Збірна         | Вагова категорія          | Місце  |
| ------------------------------ | -------------- | ------------------------- | ------ |
| Чемпіонат Азії з боротьби 2010 | Південна Корея | вільна боротьба, до 60 кг | Бронза |
| Чемпіонат Азії з боротьби 2011 | Південна Корея | вільна боротьба, до 60 кг | 14     |
| Чемпіонат Азії з боротьби 2014 | Південна Корея | вільна боротьба, до 61 кг | 5      |
| Чемпіонат Азії з боротьби 2017 | Південна Корея | вільна боротьба, до 65 кг | Срібло |
| Чемпіонат Азії з боротьби 2018 | Південна Корея | вільна боротьба, до 65 кг | 11     |
| Чемпіонат Азії з боротьби 2019 | Південна Корея | вільна боротьба, до 74 кг | 6      |
| Чемпіонат Азії з боротьби 2021 | Південна Корея | вільна боротьба, до 74 кг | 8      |

### Виступи на Азійських іграх
| Змагання           | Збірна         | Вагова категорія          | Місце  |
| ------------------ | -------------- | ------------------------- | ------ |
| Азійські ігри 2010 | Південна Корея | вільна боротьба, до 60 кг | 7      |
| Азійські ігри 2014 | Південна Корея | вільна боротьба, до 61 кг | Бронза |
| Азійські ігри 2018 | Південна Корея | вільна боротьба, до 65 кг | 12     |

### Виступи на інших змаганнях
| Змагання                                                         | Збірна         | Вагова категорія          | Місце  |
| ---------------------------------------------------------------- | -------------- | ------------------------- | ------ |
| Helsinki Open 2011                                               | Південна Корея | вільна боротьба, до 60 кг | Срібло |
| Олімпійський кваліфікаційний турнір з боротьби 2012 (Астана)     | Південна Корея | вільна боротьба, до 60 кг | 7      |
| Олімпійський кваліфікаційний турнір з боротьби 2012 (Тайюань)    | Південна Корея | вільна боротьба, до 60 кг | Срібло |
| Henri Deglane Challenge 2012                                     | Південна Корея | вільна боротьба, до 60 кг | Золото |
| Турнір «Олімпія» 2014                                            | Південна Корея | вільна боротьба, до 61 кг | Срібло |
| Гран-прі Іспанії з боротьби 2015                                 | Південна Корея | вільна боротьба, до 65 кг | Срібло |
| Меморіал Іона Корнеану 2015                                      | Південна Корея | вільна боротьба, до 65 кг | Срібло |
| Олімпійський кваліфікаційний турнір з боротьби 2016 (Астана)     | Південна Корея | вільна боротьба, до 65 кг | 5      |
| Олімпійський кваліфікаційний турнір з боротьби 2016 (Улан-Батор) | Південна Корея | вільна боротьба, до 65 кг | 7      |
| Олімпійський кваліфікаційний турнір з боротьби 2016 (Стамбул)    | Південна Корея | вільна боротьба, до 65 кг | 18     |
| Турнір Дана Колова — Николи Петрова 2017                         | Південна Корея | вільна боротьба, до 65 кг | 10     |
| Міжнародний меморіал Дейва Шульца 2017                           | Південна Корея | вільна боротьба, до 65 кг | Золото |
| Турнір Г. Картозія і В. Балавадзе 2018                           | Південна Корея | вільна боротьба, до 65 кг | 10     |
| Турнір Дана Колова — Николи Петрова 2019                         | Південна Корея | вільна боротьба, до 74 кг | 15     |
| Турнір міста Сассарі з боротьби 2019                             | Південна Корея | вільна боротьба, до 74 кг | 11     |
| Олімпійський кваліфікаційний турнір з боротьби 2020 (Алмати)     | Південна Корея | вільна боротьба, до 74 кг | 10     |

### Виступи на змаганнях молодших вікових груп
| Змагання                                      | Збірна         | Вагова категорія          | Місце  |
| --------------------------------------------- | -------------- | ------------------------- | ------ |
| Чемпіонат Азії з боротьби серед кадетів 2003  | Південна Корея | вільна боротьба, до 42 кг | Срібло |
| Чемпіонат Азії з боротьби серед кадетів 2005  | Південна Корея | вільна боротьба, до 50 кг | Бронза |
| Чемпіонат Азії з боротьби серед юніорів 2005  | Південна Корея | вільна боротьба, до 50 кг | Бронза |
| Чемпіонат світу з боротьби серед юніорів 2005 | Південна Корея | вільна боротьба, до 50 кг | 13     |
| Чемпіонат світу з боротьби серед юніорів 2006 | Південна Корея | вільна боротьба, до 55 кг | 9      |